# Oleh Kolodij
Oleh Eduardovič Kolodij (in ucraino Олег Едуардович Колодій?; Mykolaïv, 16 marzo 1993) è un tuffatore ucraino.

## Carriera
Ha vinto due medaglie d'oro ai campionati europei giovanili di nuoto di Helsinki 2010, nel trampolino 3 metri nella categoria "A" - Uomini e nel trampolino 3 metri sincro categorie "A" e "B", in squadra con Oleksandr Bondar.
L'anno seguente, si è riconfermato su ottimi livelli ai campionati europei giovanili di nuoto di Belgrado 2011, vincendo la medaglia di bronzo nel trampolino 1 metro nella categoria "A" - Uomini e quella d'oro nel trampolino 3 metri sincro categorie "A" e "B", sempre con il connazionale Oleksandr Bondar.
È stato convocato ai Campionati europei di tuffi di Rostock 2013 dove ha gareggiato nelle specialità dal trampolino 1 metro e 3 metri sincro: nel primo concorso si è classificato al ventesimo posto, non riuscendo a superare il turno eliminatorio; nel concorso sincronizzato ha gareggiato con Oleksandr Horškovozov, vincendo la medaglia di bronzo, piazzandosi alle spalle dei russi Evgenij Kuznecov ed Il'ja Zacharov e dei tedeschi Patrick Hausding e Stephan Feck.
Lo stesso anno, nel mese di luglio, ha gareggiato ai campionati mondiali di nuoto di Barcellona 2013, nel concorso dei tuffi dal trampolino 3 metri sincro presso la piscina municipale di Montjuïc, dove si è classificato dodicesimo.
Ai campionati europei di nuoto di Glasgow 2018 ha vinto la medaglia d'oro nella gara a squadre mista al fianco di Sofija Lyskun.

## Palmarès
- Mondiali

Budapest 2017: bronzo nel sincro 3 m.
- Europei di nuoto/tuffi

Rostock 2013: bronzo nel sincro 3 m.
Rostock 2015: bronzo nel trampolino 1 m.
Kiev 2017: argento nel sincro 3 m e bronzo nel trampolino 3 m.
Glasgow 2018: oro nella gara a squadre.
Kiev 2019: argento nel trampolino 1 m.
Budapest 2020: bronzo nel sincro 3 m.
Roma 2022: bronzo nel sincro 3 m.
- Giochi europei

Cracovia 2023: oro nel sincro 3m.
- Giochi mondiali militari

Wuhan 2019: argento nel sincro 3 m e bronzo nel trampolino 1 m.
- Europei giovanili

Helsinki 2010: oro nel sincro 3 m e nel trampolino 3 m (cat. A).
Belgrado 2001: oro nel sincro 3 m e bronzo nel trampolino 1 m (cat. A).